# Александар Јерохин
Александар Јурјевич Јерохин (рус. Александр Ю́рьевич Еро́хин; Барнаул, 13. октобар 1989) професионални је руски фудбалер који игра на позицијама централног везног играча. Фудбалом се професионално бави од 2008, а од сезоне 2017/18. игра за руски Зенит из Санкт Петербурга у Руској премијер лиги. 
Члан је сениорске репрезентације Русије од 2016.

## Клупска каријера
Јерјохин је играчку каријеру започео у омладинском саставу Барнаула, а фудбалско усавршавање наставио је у школи фудбала московске Локомотиве. Први професионални уговор у каријери потписује као седамнаестогодишњи тинејџер 2008. године, и то са најтрофејнијим молдавским клубом, Шерифом из Тираспоља. Током три сезоне проведене у Шерифу освојио је две дупле круне у сезонама 2008/09. и 2009/10. 
Одличним партијама у прваку Молдавије Јерохин је на себе скренуо пажњу већих клубова, те се крајем децембра 2010. вратио у Русију где је потписао уговор са премијерлигашем Краснодаром. Међутим како није успео да се наметне тренеру Краснодара, у јануару 2013. је послат на позајмицу у екипу СКА из Хабаровска који је откупио његов уговор крајем те сезоне. Међутим свега месец дана касније послат је на позајмицу у екипу Урала, премијер лигашки тим који је на крају сезоне откупио његов уговор. У Уралу је Јерохин био један од најбољих играча и у неколико наврата је проглашаван уза најбољег играча месеца у клубу. 
У јануару 2016. Јерохин потписује трогодишњи уговор са екипом Ростова, а након једне и по сезоне проведене у премијер лигашу са југа Русије, крајем сезоне 2016/17. раскида уговор са клубом и као слободан играч у јуну 2017. потписује трогодишњи уговор са екипом Зенита из Санкт Петербурга. На последњој утакмици сезоне 2017/18. против свог бившег клуба СКА Хабаровска по први пут у каријери постигао је 4 гола на једној утакмици, у победи свог тима од 6:0.

## Репрезентативна каријера
За резервни тим сениорске репрезентације дебитовао је 5. септембра 2011. на утакмици против олимпијске репрезентације Белорусије, док је прву утакмицу у дресу сениорске репрезентације Русије одиграо против Турске 31. августа 2016. (пријатељска утакмица). 
На великим такмичењима је дебитовао на Купу конфедерација 2017. где је одиграо сва три сусрета у групној фази. Такође је био део руске репрезентације на Светском првенству 2018. чији је Русија била домаћин. 

### Списак репрезентативних наступа
Ажурирано 14. јуна 2018.
| Списак такмичарских утакмица у дресу репрезентације Русије | Списак такмичарских утакмица у дресу репрезентације Русије | Списак такмичарских утакмица у дресу репрезентације Русије | Списак такмичарских утакмица у дресу репрезентације Русије | Списак такмичарских утакмица у дресу репрезентације Русије | Списак такмичарских утакмица у дресу репрезентације Русије | Списак такмичарских утакмица у дресу репрезентације Русије |
| №                                                          | Датум                                                      | Противник                                                  | Резултат                                                   | Голови                                                     | Тип утакмице                                               |                                                            |
| ---------------------------------------------------------- | ---------------------------------------------------------- | ---------------------------------------------------------- | ---------------------------------------------------------- | ---------------------------------------------------------- | ---------------------------------------------------------- | ---------------------------------------------------------- |
| 9                                                          | 17. јун 2017.                                              | Нови Зеланд                                                | 2:0                                                        | —                                                          | Куп конфедерација 2017.                                    |                                                            |
| 10                                                         | 21. јун 2017.                                              | Португалија                                                | 0:1                                                        | —                                                          | Куп конфедерација 2017.                                    |                                                            |
| 11                                                         | 24. јун 2017.                                              | Мексико                                                    | 1:2                                                        | —                                                          | Куп конфедерација 2017.                                    |                                                            |